# Kooyong Classic 2011
Il Kooyong Classic 2011 (conosciuto anche come AAMI Classic per motivi di sponsorizzazione) è stato un torneo di tennis giocato sul cemento. È stata la 23ª edizione del Kooyong Classic, che non fa parte dell'ATP Tour, ma è solo una esibizione in preparazione dell'Australian Open. Si è giocato al Kooyong Stadium di Melbourne in Australia,
dal 12 al 15 gennaio 2011.

## Campione

### Singolare
Lleyton Hewitt ha battuto in finale  Gaël Monfils con il punteggio di 7–5, 6–3.